# Бъртън ъпон Трент
Бъртън ъпон Трент (на английски: Burton upon Trent) е град в източната част на област Стафордшър – Уест Мидландс, Англия. Той е административен и стопански център на община Източен Стафордшър. Населението на града към 2001 година, без прилежащите градчета Стейпънхил и Уинсхил, е 43 784 жители.
Селището се оформя и израства около едноименното абатство, основано през Средновековието, за да достигне статус на важен пазарен град в началото на Новото време. В продължение на векове името на Бъртън е свързвано с пивоварната индустрия, като в разцвета си, градът разполага с над дузина фабрики за производство на бира.

## География
Бъртън ъпон Трент, както подсказва името му, е разположен по поречието на река Трент в най-източната част на графството, в непосредствена близост до границата с област Дарбишър. Най-големият град на областта – Стоук он Трент отстои на около 42 km в северозападна посока.
Реката разделя градът от прилежащите на изток и югоизток селища Стейпънхил и Уинсхил, които имат общо население от 21 985 жители към 2001 г. Заедно с тях и селцето Бранстън на юг, Бъртън оформя обща слята урбанизирана територия с население от над 65 000 жители.